# 埃尔瓦尔
埃尔瓦尔是巴西南大河州的一个市镇。总面积1758.412平方公里，总人口6873人，人口密度3.9人/平方公里。